# أشبي (فلم)
أشبي (بالإنجليزية: Ashby) هو فيلم درامي كوميدي أمريكي تم إنتاجه في سنة 2015 وهو من إخراج توني مكنامارا وبطولة ميكي رورك ونات وولف وكيفن دان وزكاري نايتون ومايكل ليرنر وإيما روبرتس وساره سلفرمان، الفيلم يتكلم عن شاب مراهق على وشك التخرج من المدرسة الإعدادية يتعرف على جار إسمه له أشبي يعلمه كيفية عيش حياته فيما تحاول والدته إبعاده عنه لكثرة إستهتاره.

## روابط خارجية
- أشبي على موقع IMDb (الإنجليزية)
- أشبي على موقع ميتاكريتيك (الإنجليزية)
- أشبي على موقع روتن توميتوز (الإنجليزية)
- أشبي على موقع نتفليكس (الإنجليزية)
- أشبي على موقع قاعدة بيانات الأفلام العربية
- أشبي على موقع ألو سيني (الفرنسية)
- أشبي على موقع أول موفي (الإنجليزية)
- أشبي على موقع فيلمافينيتي (الإسبانية)
- أشبي على موقع قاعدة بيانات الفيلم (الإنجليزية)
- أشبي على موقع ليتربوكسد (الإنجليزية)